# Zhan Shuping
Zhan Shuping (chiń. upr. 展淑萍; pinyin Zhǎn Shūpíng; ur. 24 kwietnia 1964 w Dalianie) – chińska koszykarka, występująca na pozycjach silnej skrzydłowej lub środkowej, reprezentantka kraju, multimedalistka międzynarodowych imprez koszykarskich, po zakończeniu kariery zawodniczej trenerka koszykarska.

## Osiągnięcia
Na podstawie, o ile nie zaznaczono inaczej.

### Reprezentacja
Drużynowe
- Wicemistrzyni olimpijska (1992)[4]
- Uczestniczka igrzysk olimpijskich (1988 – 6. miejsce, 1992)[5][6][7]

### Trenerskie
- Mistrzostwo Chin kobiet (2011)[8]
- Wicemistrzostwo Chin kobiet (2021)[9]
- Trenerka drużyny Północy podczas meczu gwiazd ligi chińskiej (2011)[8]